# Felix Matthes

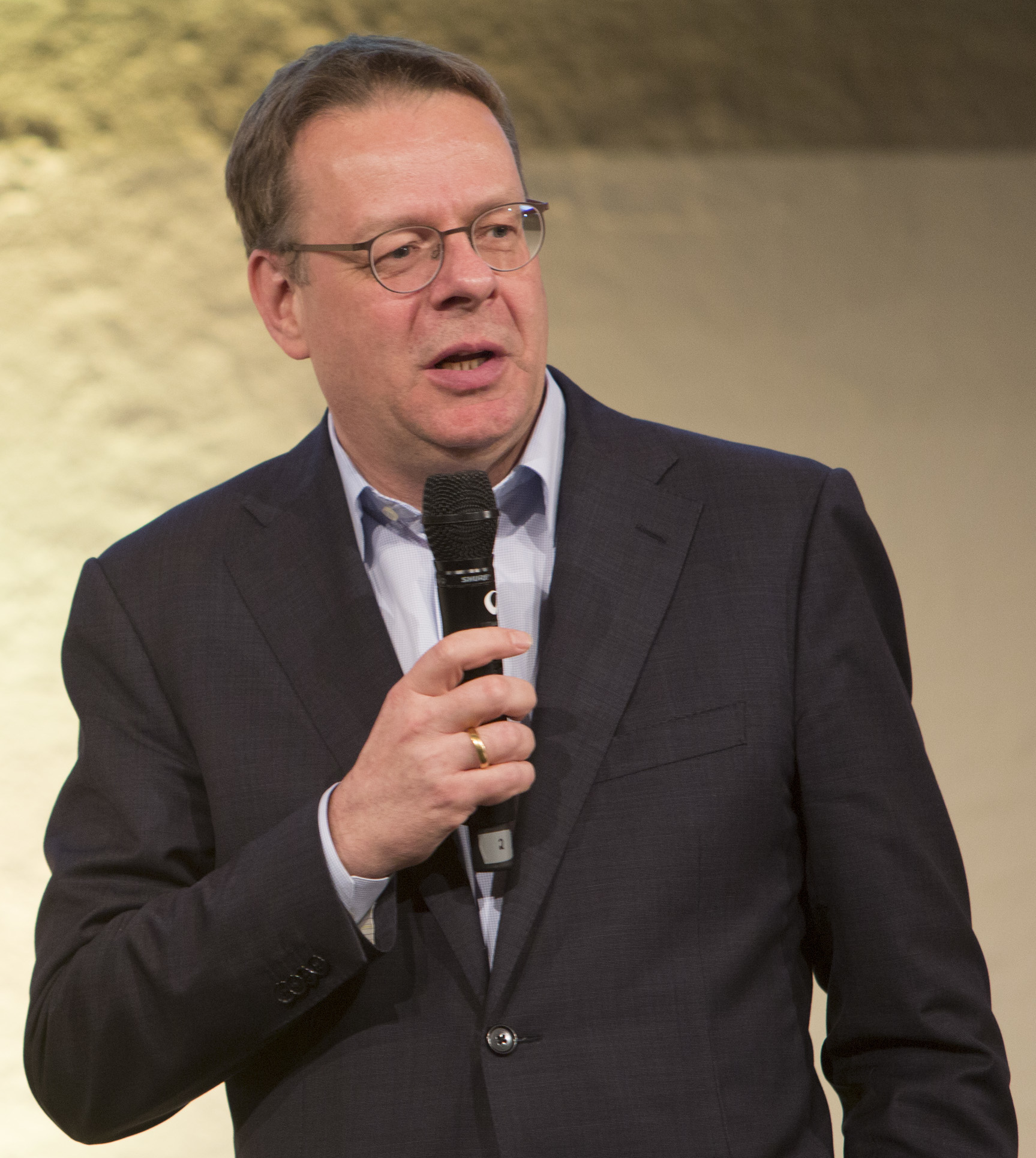
Felix Matthes, 2015

Felix Christian Matthes (* 13. Mai 1962 in Ost-Berlin) ist ein deutscher Politikwissenschaftler. Er ist Forschungskoordinator im Bereich Energie- und Klimaschutz beim Öko-Institut, einem privaten Umweltforschungsinstitut mit Hauptsitz in Freiburg im Breisgau.

## Leben
Matthes schloss 1985 ein Studium der Elektrotechnik an der Technischen Hochschule Leipzig als Diplom-Ingenieur ab. Er promovierte 1999 in Politikwissenschaft an der Freien Universität Berlin. Von 2007 bis 2008 war er Gastwissenschaftler am Massachusetts Institute of Technology.
Matthes ist mit der Grünen-Politikerin Regine Günther, Leiterin der Stiftung Klimaneutralität, verheiratet.

## Wirken
Als Mitarbeiter hat Matthes das 1980 am Öko-Institut entwickelte Konzept der Energiewende mitentwickelt. 1991 bzw. 1992 war er beteiligt an der Entwicklung von Energiewende-Szenarien für Ost- und Westdeutschland sowie an der Entwicklung von Energie-Szenarien und einem energiepolitischen Handlungskonzept für das wiedervereinigte Berlin. Während zunächst der Ausstieg aus der Atomenergienutzung, die Verbesserung der Energieeffizienz sowie die Ausweitung der Nutzung erneuerbarer Energiequellen im Vordergrund standen, gewannen Klimaschutz und der vollständige Ersatz fossiler Energiequellen in späteren Aktualisierungen der Energiewende-Szenarien zunehmend mehr Bedeutung.
Matthes war beratend für verschiedene Kommissionen tätig. So war er von 2000 bis 2003 sachverständiges Mitglied der Enquete-Kommission Nachhaltige Energieversorgung unter den Bedingungen der Globalisierung und der Liberalisierung des 14. Deutschen Bundestages. 2018 war Matthes Mitglied der von der deutschen Bundesregierung eingesetzten Kommission für Wachstum, Strukturwandel und Beschäftigung („Kohlekommission“), deren Ziel im Rahmen der Klimaschutzpolitik die Erarbeitung eines Vorschlags für den Kohleausstieg war.
Seit 2003 hat Matthes die Diskussion um die Ausgestaltung und Umsetzung der Europäischen Emissionshandelsrichtlinie mitgeprägt. Er war an der Erstellung mehrerer Nationaler Allokationspläne beteiligt und hat zu diversen im Kontext des Emissionshandels relevanten Subthemen wissenschaftliche Beiträge geliefert (unter anderem Benchmarking, Auktionierung, sektoraler Erfassungsbereich, CO2-Mindestpreise). Darüber hinaus hat er die Ausgestaltung und Entwicklung von Emissionshandelssystemen in verschiedenen Ländern analysiert und verglichen und schrieb mit zwei weiteren Leitautoren das internationale Handbuch Emissions Trading in Practice.
In der öffentlichen Debatte um Auswege aus der Klimakrise setzte sich Matthes für die CO2-Bepreisung und hierbei für einen Mindestpreis ein. Hierfür müssten sich im ersten Schritt nationale Lösungen entwickeln und im zweiten Schritte einige der aktiven Staaten verbinden. Ziel ist demnach nicht etwa ein weltweiter CO2-Preis, sondern ein Netzwerk aus regionalen, nationalen und supranationalen Bepreisungssystemen. Er regte 2018 dabei insbesondere ein gemeinsames Voranschreiten von Deutschland und Frankreich zur Einführung einer Preisfestlegung an, statt auf eine Lösung im Rahmen der G20 zu warten.

## Mitgliedschaften
- Seit 2019 Mitglied im Lenkungskreis der Wissenschaftsplattform Klimaschutz

## Veröffentlichungen

### Bücher und Buchbeiträge (Auswahl)
- Felix Chr. Matthes, Anke Herold, Karsten Sommer und Charlotte Streck (1998). Bodenbelastungen durch Luftschadstoffe – Perspektiven eines umweltpolitischen Handlungsfeldes. Springer, ISBN 978-3-642-58967-6
- Felix Chr. Matthes (2000). Stromwirtschaft und deutsche Einheit – Eine Fallstudie zur Transformation der Elektrizitätswirtschaft in Ost-Deutschland. Dissertation, Berlin, ISBN 3-89811-806-1
- Martin Riedel und Felix Matthes (Hrsg., 2004). KWKG (Kraft-Wärme-Kopplungsgesetz) – Kommentar. Beck, C.H., ISBN 3-406-49546-X
- Felix Chr. Matthes und Franzjosef Schafhausen (2007). Experiences from Member States in Allocating Allowances: Germany. In: A. Denny Ellerman, Barbara K. Buchner und Carlo Carraro (Hrsg.), Allocation in the European Emissions Trading Scheme – Rights, Rents and Fairness. Cambridge/UK, Cambridge University Press, ISBN 978-0-521-87568-4
- Felix Chr. Matthes (2020). Der Preis auf CO2. Über ein wichtiges Instrument ambitionierter Klimapolitik. Hrsg. von der Heinrich-Böll-Stiftung, Berlin 2020, ISBN 978-3-86928-217-6

### Studien und Fachaufsätze (Auswahl)
- Felix Chr. Matthes (1985). Umweltschutz im Haushalt. Leipzig
- Günter Borch, Felix Chr. Matthes und Hans-Joachim Ziesing (1992). Aktualisierung von Energieszenarien und Erarbeitung eines energiepolitischen Handlungskonzepts für Berlin. Studie i. A. der Senatsverwaltung für Stadtentwicklung und Umweltschutz, Berlin
- Felix Chr. Matthes und Martin Cames (2000). Energiewende 2020 – der Weg in eine zukunftsfähige Energiewirtschaft. Studie des Öko-Instituts herausgegeben von der Heinrich-Böll-Stiftung, Berlin, abgerufen am 28. April 2019
- Hans-Joachim Ziesing, Jochen Diekmann, Rainer Hopf, Manfred Kleemann, Volker Krey, Peter Markewitz, Dag Martinsen, Stefan Vögele, Wolfgang Eichhammer, Eberhard Jochem, Wilhelm Mannsbart, Barbara Schlomann, Michael Schön, Martin Wietschel, Felix Chr. Matthes, Martin Cames und Ralph O. Harthan (2004). Politikszenarien für den Umweltschutz – Langfristszenarien und Handlungsempfehlungen am 2012. Jülich, ISBN 3-89336-370-X, abgerufen am 28. April 2019
- Felix. Chr. Matthes und Beate Kallenbach-Herbert (2006). Mythos Atomkraft - Über die Laufzeitverlängerung von Atomkraftwerken. Berlin, abgerufen am 28. April 2019
- Felix Chr. Matthes, Julia Busche, Ulrike Döring, Lukas Emele, Sabine Gores, Ralph O. Harthan, Hauke Hermann, Wolfram Jörß, Charlotte Loreck, Margarethe Scheffler, Patrick Hansen, Jochen Diekmann, Manfred Horn, Wolfgang Eichhammer; Rainer Elsland, Tobias Fleiter, Wolfgang Schade, Barbara Schlomann, Frank Sensfuß und Hans-Joachim Ziesing (2013). Politikszenarien für den Klimaschutz VI – Treibhausgas-Emissionsszenarien bis zum Jahr 2030. ISSN 1862-4359, abgerufen am 28. April 2019
- Michael Mehling, Felix Matthes und Duan Maosheng (2016). Emissions Trading in Practice: A Handbook on Design and Implementation. World Bank (Hrsg.), Washington/DC, abgerufen am 28. April 2019

- Johanna Cludius, Hauke Hermann, Felix Matthes und Verena Graichen (2014). The merit order effect of wind and photovoltaic electricity generation in Germany 2008–2016: Estimation and distributional implications. Energy Economics, 44, 302–313. doi:10.1016/j.eneco.2014.04.020
- Cameron Hepburn, Michael Grubb, Karsten Neuhoff, Felix Matthes und Maximilien Tse (2006). Auctioning of EU ETS phase II allowances: how and why?. Climate Policy, 6(1), 137–160. doi:10.1080/14693062.2006.9685592